# Microstylum vica
Microstylum vica là một loài ruồi trong họ Asilidae. Microstylum vica được Walker miêu tả năm 1849.